# Гурульово
Гурульово (рос. Гурулёво) — село Прибайкальського району, Бурятії Росії. Входить до складу Сільського поселення Нестеровського.
Населення — 231 особа (2015 рік).